# 브레이브 비츠
브레이브 비츠(ブレイブビーツ, Brave Beats)는 2015년 10월부터 2016년 3월까지 나고야 TV 방송(TV 아사히 계열)에서 방영된 일본의 애니메이션이다. 대한민국에서는 브레이브 비트 파워스텝 댄스톤란 더빙판 타이틀로 애니맥스에서 방영 중이다.

## 개요
전 프로그램 「드라이브 쿨 트루」과 마찬가지로 (스트리트) 댄스를 모티브로 한 작품이지만 주인공의 상대로서 다른 차원세계에서 온 파트너 로봇이 나오지 영웅으로 변신하는 등 일반적인 키즈 애니메이션에서 자주 이용돼 상황이 많이 채택되고 있다. 이런 시츄에이션의 도입은 "용자 시리즈 같은 쉽게 뜨거운 애니메이션을 만들고 싶어"라는 스탭의 구상에서 비롯된 것이다.

## 줄거리
초등학교 6학년의 카자구루마 히비키(강지훈)는 어느 날 작은 로봇 브레이킨을 만난다. 말을 떠들고 자신의 의사를 지닌 스콧 브레이킨은 "나는 "댄스 월드"에서 힘을 빼앗긴 인간계로 날려보내는 바람에 어떻게든 해야 한다"고 말했다. 그러기 위해서는 힘의 원천인 댄스톤을 되찾지 않으면 안 된다고 한 것이다.
댄스 톤은 전 세계 여기저기에 널렸고 때에 인간에 걸리면 폭주한다. 우선 히비키의 친구가 댄스톤에 의해서 폭주를 시작했다. 잠 재우는 방법은 단지 하나 "합체다!".
히비키와 브레이 김은 하나가 되어 정의의 춤 영웅 플래시 비트에 변신, 폭주하는 댄스톤을 가라앉히고 다 모으기로 했다. 그러나 댄스톤을 원하는 것은 브레이킨만이 아니었다.